# ۱٬۲٬۴-بوتان‌تریول تری‌نیترات
۱،۲،۴-بوتان‌تریول تری‌نیترات (به انگلیسی: 1,2,4-Butanetriol trinitrate) با فرمول شیمیایی C۴H۷N۳O۹ یک ترکیب شیمیایی است. که جرم مولی آن ۲۴۱٫۱۱ g/mol می‌باشد. 